# Hypericum lagarocladum
Hypericum lagarocladum är en johannesörtsväxtart som beskrevs av N. Robson. Hypericum lagarocladum ingår i släktet johannesörter, och familjen johannesörtsväxter. Inga underarter finns listade i Catalogue of Life.